# NECファシリティーズ
NECファシリティーズ株式会社（英語：NEC Facilities, Ltd.)は、東京都港区に本社を置く、建設、施設管理等を担うNECグループの事業会社である。略称はNECF。

## 概要
NECグループにおける不動産の取得、管理を行う日電興産株式会社が源流である。